# 오키 전기공업
오키 전기공업 주식회사(일본어: 沖電気工業株式会社 오키덴키코교카부시키가이샤[*])는 주로 집적회로의 전자 부품이나 정보 기기를 제조하는 일본의 전자기업이며 후요 그룹에 속한다. 일본 최초의 전화기를 생산한 기업으로, 1881년에 창립된 이래 약 140년에 이르는 역사를 자랑하고 있다. NTT 그룹과 관계가 깊다.

## 연혁
- 1881년 – 오키 기바타로우(일본어판)가 메이코 사(일본어: 明工舎 메이코샤[*])를 설립. 그 해에 일본 최초의 전화기 생산
- 1889년 – 기업 이름을 오키 전기공장으로 변경함.
- 1896년 – 일본 최초의 직렬복식 교환기를 도쿄 나니와초 분국에 납품함.
- 1912년 – 오키 전기 주식회사를 설립함.
- 1927년 – 도쿄도 서시바우라에 시바우라 공장 (이전에 교토 공장, 6호 별관)을 설립함.
- 1949년 – 기업재건 정비법에 의하여 오키 전기 주식회사를 해산하고, 제2회사로 오키 전기공업 주식회사를 설립함.
- 1951년 – 도쿄 증권거래소에 상장함.
- 1956년 – 크로스바 교환기를 전전공사에 남품함.
- 1958년 – 군마현 다카사키시에 정보처리기계를 생산하는 다카사키 공장을 설립함.
- 1961년 – 도쿄도 하치오지시에 반도체 공장을 설립하고, 트랜지스터를 생산하기 시작했다. 또한, 트랜지스터방식 컴퓨터 오키탁 5090을 생산하여 판매함.
- 1962년 – 사이타마현 혼조시에 통신기계를 생산하는 혼조 공장을 설립함.
- 1963년 – 스페리 사와 기술제휴 계약을 맺고, 오키 유니박 주식회사를 설립함.
- 1971년 – 온라인 현금 자동 입출금기 (ATM)를 후지은행에 납품했고, D10 디지털 교환소용 교환기를 전전공사에 납품함.
- 1980년 – 고집적 LSI 생산하는 미야자키 오키 전기 공장을 설립함.
- 1982년 – 세계최초로 지폐교환기능을 지닌 현금 자동 입출금기 (AT-100 계열)를 판매함.
- 1986년 – 사이타마현 와라비시에 소프트웨어개발 연구센터를 설립함.
- 1990년 – 발광 다이오드를 광원으로 사용한 페즈프린터를 판매함.
- 1992년 – 보수 서비스 사업을 담당하는 오키 전기 주식회사를 설립함.
- 1994년 – 페즈프린터의 사업회사 오키 데이터를 설립함.
- 1998년 – 시노즈카 가쓰마사 사장이 취임했다. 피닉스 계획을 단행해서 강력하게 회사조직을 개편했음.
- 1999년 – 도시바의 일본민간용 현금 자동 입출금기 사업부를 인수함.
- 2000년 – 서비스 사업중 일부를 오키 컴텍에 매각함.
- 2001년 – 자동차 전자 사업부를 혼다계열 부품 생산기업인 주식회사 케이힌에 매각함.
- 2002년 – IPTPC를 설립함.
- 2003년 – 시바우라 지구의 통칭별관 지구를 일부만 제외하고 매각함.
- 2005년 – 일본 TI에서 액정 디스플레이용 장치 드라이버 LSI 사업을 인수함.
- 2007년 – 도쿄 증권거래소와 오사카 증권거래소의 주식 기호를 오키전기 (일본어: 沖電気)에서 OKI로 변경함.
- 2008년 일체의 반도체 사업(논리LSI, 메모리LSI, 광센서)을 오키 세미컨덕터로 분사 (지금의 라피스 세미컨덕터)

## 주요제품
- 전화 교환기와 관련된 전반적인 사업
- 기업용 버튼방식 전화 시스템
- 현금 자동 입출금기 (ATM), 소비자 금융의 무인 계약기 : 현금 자동 입출금기 사업은 일본에서 점유율 1위를 놓고 후지쯔 프론틱과 경쟁하고 있다.
- 콜센터의 구축 및 지원
- 프린터 (오키 데이터)
- 각종 ASP 사업 (은행계좌에서 모바일 Suica 결재/Edy 결재, i아플리뱅크 중계서버) : 일찍이 개인용 컴퓨터 (if 제품군)와 전자보드 사업에 직접 참여한적이 있으나, 지금은 철수했다.

## 관계사
- 오키 전기 커스터머틱 (OCA) – 오키 전자제품의 보수를 주요 사업으로 하고있다.
- 오키 컴텍 (OCT)
- 오키 소프트웨어 (OSK) 보관됨 2007-12-18 - 웨이백 머신
- 오키 데이터 – PC용 프린터 사업을 담당하는 회사이다.
- 오키 윈텍 – 이전의 오키 전기공사이다. 전기공사 사업을 담당한다.
- 시즈오카 오키 전기 보관됨 2007-12-12 - 웨이백 머신
- 오키 전선 – 전선 및 인쇄 회로 기판 사업을 담당한다.
- 오카야 전기산업
- 사쿠사 홀딩스
- 오키 시텍 – 수중 음향기기의 계측 및 개발을 담당하는 기업이다.
- 오키 전기방제 – 마쓰시타 전기산업과 합병된다. 방재 기기의 개발, 제조, 판매를 주요 산업으로 한다.

## 텔레비전 광고
1980년대 말부터, 텔레비전 광고는 더 이상 방송되지 않고 있다. 당시의 텔레비전 광고는 아이돌 가수인 아사카 유이나 호시노 유키가 출연하고 있었다. 그 이전에는 회사의 이미지 캐릭터로 고바야시 케이쥬가 출연한 적도 있다.

## 스폰서
- 포츠머스 FC - 잉글랜드・프리미어리그